# Episodi di Zack e Cody sul ponte di comando (terza stagione)
La terza stagione della serie televisiva Zack e Cody sul ponte di comando è stata trasmessa negli Stati Uniti dal 2 luglio 2010 su Disney Channel.
In Italia il primo episodio è andato in onda il 27 gennaio 2011.
| nº | Titolo originale           | Titolo italiano                | Prima TV USA      | Prima TV Italia  |
| -- | -------------------------- | ------------------------------ | ----------------- | ---------------- |
| 1  | The Silent Treatment       | La cura del silenzio           | 2 luglio 2010     | 27 gennaio 2011  |
| 2  | Rat Tale                   | Il topo della discordia        | 9 luglio 2010     | 3 febbraio 2011  |
| 3  | So You Think You Can Date? | Indovina chi porto al ballo?   | 16 luglio 2010    | 10 febbraio 2011 |
| 4  | My Oh Maya                 | Oh mia Maya                    | 23 luglio 2010    | 17 febbraio 2011 |
| 5  | Das Boots                  | Il sommergibile                | 30 luglio 2010    | 24 febbraio 2011 |
| 6  | Bon Voyage                 | Buon viaggio                   | 20 agosto 2010    | 3 marzo 2011     |
| 7  | Computer Date              | Appuntamento computerizzato    | 27 agosto 2010    | 10 marzo 2011    |
| 8  | Party On!                  | Per chi è la festa?            | 10 settembre 2010 | 17 marzo 2011    |
| 9  | Love and War               | Amore e Guerra                 | 24 settembre 2010 | 24 marzo 2011    |
| 10 | Trouble in Tokyo           | Scalo a Tokyo                  | 29 settembre 2010 | 21 aprile 2011   |
| 11 | The Ghost and Mr. Martin   | Zack e il fantasma             | 8 ottobre 2010    | 31 marzo 2011    |
| 12 | Senior Ditch Day           | Il Salta-Giorno                | 22 ottobre 2010   | 7 aprile 2011    |
| 13 | My Sister's Keeper         | La sorella di Woody            | 5 novembre 2010   | 14 aprile 2011   |
| 14 | Frozen                     | Congelati                      | 19 novembre 2010  | 28 aprile 2011   |
| 15 | A London Carol             | Il Natale di London            | 3 dicembre 2010   | 5 maggio 2011    |
| 16 | The Play's the Thing       | Finzione o realtà?             | 7 gennaio 2011    | 12 maggio 2011   |
| 17 | Twister, Part 1 2 e 3      | Accadde a Kettlecorn           | 14 gennaio 2011   | 14 giugno 2011   |
| 18 | Twister, Part 1 2 e 3      | Accadde a Kettlecorn           | 15 gennaio 2011   | 15 giugno 2011   |
| 19 | Twister, Part 1 2 e 3      | Accadde a Kettlecorn           | 16 gennaio 2011   | 16 giugno 2011   |
| 20 | Snakes on a Boat           | Serpenti a bordo               | 8 marzo 2011      | 27 maggio 2011   |
| 21 | Prom Night                 | Chi la fa, l'aspetti           | 18 marzo 2011     | 4 novembre 2011  |
| 22 | Graduation on Deck         | Diplomati sul ponte di comando | 6 maggio 2011     | 26 novembre 2011 |

## La cura del silenzio
- Titolo originale: The Silent Treatment
- Diretto da: Phill Lewis
- Scritto da: Dan Signer

### Trama
Cody, distrutto per la rottura con Bailey, abbandona la nave per unirsi ad una confraternita di eremiti che non vogliono sposarsi. Zack e Woody vanno a recuperarlo, facendogli capire che non può cedere di fronte alle prime difficoltà della vita. Anche Bailey è triste per la fine della sua storia con Cody e London chiede aiuto alla Tutweiller che, essendosi lasciata molte volte, sa come si chiude definitivamente con un ragazzo.
- Guest Star: Matthew Timmons (Woody Fink), Erin Cardillo (Emma Tutweiller), Andy Richter (Fratello Teodoro)
- Nota: in questo episodio sono assenti sia Marion Moseby sia Marcus Little.

## Il topo della discordia
- Titolo originale: Rat Tale
- Diretto da: Zoel Zwick
- Scritto da: Jeff Hodsden, Tim Pollock

### Trama
Dopo la rottura, Cody e Bailey devono contendersi il topolino che avevano usato come cavia per un progetto di scienze e Kirby farà da giudice per capire chi dei due è più adatto. Intanto Woody crede di aver ottenuto dei superpoteri dopo essere stato morso da quello stesso topolino e diventa un supereroe di nome Ratto-Man.
- Guest star: Matthew Timmons (Woody Fink), Windell D. Middlebrooks (Kirby Morris)
- Nota: in questo episodio sono assenti sia Marion Moseby sia Marcus Little.

## Indovina chi porto al ballo?
- Titolo originale: So You Think You Can Date?
- Diretto Da: Joel Zwick
- Scritto Da: Mark Amato, Sally Lapiduss

### Trama
Il ballo della Seven Seas High sta per arrivare. Dopo aver rotto, Cody e Bailey mentono sull'avere un accompagnatore per il ballo; cercano quindi di trovare velocemente dei partner per riparare alla loro bugia. Nel frattempo, Woody è stanco del fatto che la Tutweiller e Moseby litighino su chi dovrebbe ottenere lo SkyDeck per il ballo scolastico, così fa dividere lo spazio. Emerge però che attraverso un flashback il signor Moseby e l'interesse di Miss Tutweiler per il Medioevo e il 1980, rispettivamente, vengono da tribolazioni sopportate come reietti nella loro gioventù. Attraverso la comprensione, Mr. Moseby convince Emma che entrambi sono diventati adulti e hanno superato con successo il loro passato doloroso.
- Guest star: Matthew Timmons (Woody Fink), Erin Cardillo (Emma Tutweiller), Rachael Marie (Cissy), Markus Silbiger (Josh)
- Nota: in questo episodio è assente Marcus Little.

## Oh mia Maya
- Titolo originale: My Oh Maya
- Diretto Da: Joel Zwick
- Scritto Da: Jeff Hodsden, Tim Pollock

### Trama
Sulla nave arriva una nuova ragazza, Maya Bennett. Zack viene attratto da lei ma quando capisce di esserne innamorato tenta di utilizzare il piano di "sei mesi". Nel frattempo Dante, il ragazzo che ha rubato l'identità di Marcus a Parigi, è scomparso dalla nave e dice a al ragazzo di dover produrre il suo prossimo album. Inoltre Cody sta cercando di dimenticare Bailey muovendo un nastro di gomma contro il suo polso ogni volta che pensa a lei, mentre la ragazza è in visita a casa sua a Kettlecorn.
- Guest Star: Zoey Deutch (Maya Bennett), Larry Vanburen Jr. (Dante), Elle Mclemore (Gina)
- Nota: in questo episodio è assente Bailey Pickett.

## Il sommergibile
- Titolo originale: Das Boots
- Diretto da: Carl Lauten
- Scritto da: Pamela Eells O'Connell

### Trama
Zack, Maya, Woody e London rimangono intrappolati nel sottomarino contenente le scarpe di London, mentre Cody deve affrontare la finale internazionale di scacchi che si svolgerà proprio sulla nave. Presi dalla disperazione i ragazzi non sanno come chiedere aiuto, ma quando da un oggetto di Woody cadono delle batterie, le utilizzano per far funzionare la radio. Quando contattano la nave Cody è già in piena gara, ma si fa sostituire da Marcus salvando così i ragazzi nel sottomarino. Marcus riesce casualmente a vincere la partita e si aggiudica il titolo di campione internazionale. In questo episodio Zack e Maya si dichiarano ma Maya vuole ancora mettere alla prova Zack.
- Guest Star: Matthew Timmons (Woody Fink), Zoey Deutch (Maya Bennett)
- Nota: in questo episodio è assente Bailey Pickett.

## Buon viaggio
- Titolo originale: Bon Voyage
- Diretto da: Adam Weissman
- Scritto da: Adam Lapidus

### Trama
Improvvisamente nel nuovo salone subacqueo in costruzione si rompe un vetro e la stanza si allaga. Il sig. Moseby è furioso e dichiara che il ragazzo responsabile verrà espulso dalla nave per sempre. In realtà l'uomo è convinto che il colpevole sia Zack, ma altri temono diversamente: Bailey crede di aver causato la rottura del vetro con le grosse radici delle piante che stava coltivando e che hanno penetrato i muri, Cody pensa sia stato un coltello da sushi che ha lanciato per sbaglio, e Woody suppone sia colpa dei suoi gas intestinali scaricati in bagno. Tutti e tre confessano pensando di essere i responsabili, seguiti da London che vuole semplicemente andarsene dalla nave, ma Moseby crede che stiano solo coprendo Zack. A quel punto interviene Marcus, mostrando al direttore un suo video musicale registrato da Zack come prova che il ragazzo è stato con lui sullo Sky Deck tutto il giorno. Poco dopo si scopre che in realtà la rottura del vetro è stata provocata da una tubatura intasata a causa di un fazzoletto da taschino di Moseby, che lui ha fatto cadere accidentalmente. L'uomo teme di essere licenziato, ma London dichiara al padre di essere la colpevole e come punizione ottiene semplicemente una diminuzione di paghetta. Più tardi Marcus viene accettato in una produzione musicale a New York e, dopo aver salutato tutti con una festa d'addio, parte.
- Guest Star: Matthew Timmons (Woody Fink), Lisa K. Wyatt (Frankie)

- Nota: questo è l'ultimo episodio in cui appare Marcus Little. Questo è anche il primo episodio della terza stagione in cui appaiono tutti i personaggi principali.

## Appuntamento computerizzato
- Titolo originale: Computer Date
- Diretto da: Joel Zwick
- Scritto da: Jeny Quine

### Trama
Arwin arriva a bordo della SS Tipton per migliorare la nave con l'aggiunta di un robot. Tuttavia, i problemi cominciano a verificarsi quando comincia a provare sentimenti per Cody. Nel frattempo, London e Woody chiedono l'aiuto di Zack per passare una lezione di ginnastica.
- Guest star: Tabitha Morella (Callie), Brian Stepanek (Arwin Hawkauser), Matthew Timmons (Woody Fink)
- Nota: in questo episodio è assente Bailey Pickett.

## Per chi è la festa?
- Titolo originale: Party on!
- Diretto da: Joel Zwick
- Scritto da: Jeff Hodsden & Tim Pollock

### Trama
Zack scopre che fra poco arriverà il compleanno di Maya e vuole farle qualcosa di speciale ma non ha fondi per la sorpresa quindi si approfitta di Sean Kingston per avere i soldi necessari convincendolo che la festa sarà per London; fa credere inoltre al signor Moseby che la festa sarà per lui così avrà a disposizione lo Sky Deck. Alla fine tutti capiscono che Zack aveva fatto tutto questo per Maya. La festeggiata però si dimostra contenta e lo bacia, e i due si mettono insieme. Intanto, Cody e Bailey vanno insieme in una fabbrica di cioccolato con un tour speciale per coppiette. Lì si trova anche Woody nonostante sia partito per un'altra escursione.
- Guest Star: Sean Kingston (sé stesso), Zoey Deutch (Maya Bennett), Napoleon Ryan (Sebastian Nougat), Matthew Timmons (Woody Fink)

## Amore e Guerra
- Titolo originale: Love and War
- Diretto da: Eric Dean Seaton
- Scritto da: Jeny Quine

### Trama
Zack e Maya sono finalmente una coppia, e Zack ha sorpreso tutti dato che è un buon fidanzato. Tuttavia Zack affronta subito la sua prima sfida: Maya è stata scelta per recitare una poesia e allo stesso tempo Zack ha una notte di videogiochi con i suoi amici. Nel frattempo, i bambini di un asilo considerano London più simpatica di Bailey, quindi Bailey diventa sempre più gelosa.
- Guest star: Zoey Deutch (Maya Bennett), Taylor Groothuis (Sally), Matthew Timmons (Woody Fink)

## Scalo a Tokyo
- Titolo originale: Trouble in Tokyo
- Diretto da: Eric Dean Seaton
- Scritto da: Jeny Quine & Dan Signer

### Trama
Quando la nave attracca in Giappone, Zack e Cody visitano la loro mamma che sta facendo un nuovo spot. Nel frattempo, London sta cercando di evitare di andare dal dentista e Woody sfida un lottatore di sumo.
- Guest star: Kim Rhodes (Carey Martin), Tom Choi (Mr. Hashimoto), Americus Abesamis (Mikio), Matthew Timmons (Woody Fink)

## Zack e il fantasma
- Titolo originale: The Ghost and Mr. Martin
- Diretto da: Joel Zwick
- Scritto da: Adam Lapidus & Jeny Quin

### Trama
La nave è attraccata a New Orleans, più precisamente vicino al relitto di una nave la quale si narra sia affondata a causa del capitano che, leggendo male la sua bussola, ne causò lo scontro con degli scogli. Zack, costretto a rimanere solo sulla nave per recuperare un compito, assiste a degli avvenimenti soprannaturali e sospetta che siano opera del fantasma del capitano in cerca del suo aiuto. Convinti anche Cody e Woody, i tre ragazzi si mettono alla ricerca del fantasma; Zack lo trova e, comunicando, capisce che il capitano vuole che trovino la sua bussola. Il ragazzo si immerge fino al relitto per recuperarla e, alla fine, i tre scoprono la verità: l'affondamento della nave non fu causato dal capitano, ma da un suo sottoposto, che manomise la bussola con un ciondolo di ferro e che, tra l'altro, fu l'unico sopravvissuto all'incidente. Cambiata la storia, Zack ne fa un tema e riesce a prendere un bel voto da solo.
Intanto, Bailey e London scoprono che Moseby è un ottimo pianista ma che, a causa di un incidente da bambino, sviene ogni volta che si esibisce in pubblico. Per aiutarlo a superare la sua paura, le ragazze inscenano la presenza di un pianista famoso ad una festa, interpretato in realtà da London, che quindi suona terribilmente, costringendo Moseby ad intervenire per allietare gli ospiti. 
- Guest star: Matthew Timmons (Woody Fink), Anthony Bonaventura (Captain Entenille).
- Questo episodio è una parodia di Paranormal Activity e Ghostbusters.

## Il Salta-Giorno
- Titolo originale: Senior Ditch Day
- Diretto da: Phill Lewis
- Scritto da: Mark Amato, Sally Lapiduss

### Trama
Zack, London e Woody vogliono far parte di un club chiamato "Ritzy" che si trova sulla spiaggia per il giorno dei Senior ma la guardia di sicurezza non li fa entrare. Nel tentativo di entrare Woody fa finta di essere un reale, e diventa uno scatto quando London e Zack chiedono a lui di essere in una zona VIP. Nel frattempo nel tentativo di mantenere il loro record di presenze perfetto, Cody e Bailey si presentano alla classe molto in fretta, e alla Sign. Tutweiller infastidisce molto questa storia, perché lei deve sopportare questo fatto malgrado lei stesse aspettando il suo giorno libero.
- Guest star: Matthew Timmons (Woody Fink), Erin Cardillo (Emma Tutweiller), Fabio (Captain Hawk), Christiann Castellanos (Valentina), Jack Guzman (Bouncer)

- Nota: in questo episodio è assente Marion Moseby.

## La sorella di Woody
- Titolo originale: My Sister's Keeper
- Diretto da: Phill Lewis
- Scritto da: Jeny Quine

### Trama
Woody chiede a Cody di fare compagnia a sua sorella minore Willa, che verrà in visita sulla nave. Cody, affascinato dall'inaspettata bellezza della ragazza, accetta e i due cominciano a frequentarsi, sebbene Woody non sia d'accordo. Bailey, vedendo i due insieme, capisce di amare ancora Cody e cerca di riconquistarlo. Cody, in seguito, si rende conto che Willa è una ragazza rozza come il fratello e capisce che non riuscirebbero assolutamente a stare insieme, così per non ferirla dice di amare ancora Bailey. Quest'ultima inizialmente ne è felice, ma poi scopre che era solo una messa in scena e Cody la ringrazia per averlo aiutato stando al gioco. 
Nel frattempo, London cerca e trova una ragazza identica a lei per farle fare tutto quello che non vuole al posto suo. Inizialmente il piano funziona, ma presto la sosia si invaghisce di Zack e tenta di sedurlo. Quando la vera London lo scopre si arrabbia per il comportamento della ragazza e Zack, essendo suo amico, decide di difendere la vera London, portando la sosia ad andarsene.
- Guest star: Matthew Timmons (Woody Fink), Linsey Godfrey (Willa Fink), Jane Oshita (Sosia di London)
- Nota: in questo episodio è assente Marion Moseby.

## Congelati
- Titolo originale: Frozen
- Diretto da: Phill Lewis
- Scritto da: Dan Signer

### Trama
Cody, Zack e Woody vanno in Antartide per incontrare uno scienziato, che però scappa con la loro motoslitta. Intanto London impazzisce perché il suo stilista preferito, Arturo Vitali, ha perso l'ispirazione e non disegna più abiti. Alla fine, lo scienziato ritorna, così Zack, Cody e Woody possono ritornare sulla nave e Arturo Vitali ritrova l'ispirazione, non grazie ai vestiti di London, ma a quelli di Bailey.
- Guest star: Matthew Timmons (Woody Fink)
- Nota: in questo episodio è assente Marion Moseby.

## Il Natale di London
- Titolo originale: A London Carol
- Diretto da: Shelley Jensen
- Scritto da: Jeff Hodsden, Tim Pollock

### Trama
Sulla S.S. Tipton è arrivato ormai il Natale. Cody e Bailey fanno donazioni ai bambini orfani, mentre Zack e Moseby sono alle prese con il bar. Mentre London aspetta che arrivi Babbo Natale, sogna di vedere, grazie al suo specchio, il suo natale passato, presente e futuro dove si trova triste, sola e odiata da tutti, così diventa generosa.
- Guest star: Michael Airington (Lo specchio), Haley Tju (London da bambina)
- Nota: questo episodio è basato sul romanzo di Charles Dickens intitolato "Canto di Natale" (A Christmas Carol); in questo caso al posto di Ebenezer Scrooge abbiamo London.
- Nota: questo è solamente il secondo episodio della terza stagione in cui è assente Woody Fink nonostante egli sia un personaggio ricorrente.

## Finzione o realtà?
- Titolo originale: The Play's the Thing
- Diretto da: Joel Zwick
- Scritto da: Pamela Eells O'Connell

### Trama
Tutti gli studenti devono scrivere una storia come compito e quando la signorina Tutweiller li riconsegna, annuncia a Cody che sarà la sua storia che dovrà essere rappresentata sullo Sky Deck. Anche Bailey riceve una parte nella rappresentazione, ma quando si accorge che è proprio la sua storia con Cody si rifiuta di farlo. Così Cody è costretto a travestirsi e fare la parte di Bailey che, quando se ne va delusa per il comportamento del suo ex, suscita in Cody la consapevolezza di aver fatto il più grave errore della sua vita lasciandola.
- Guest star: Matthew Timmons (Woody Fink), Erin Cardillo (Emma Tutweiller), Rachael Kathryn Bell (Addison), Kevin Makely (Bruno)

## Accadde a Kettlecorn

Logo della trilogia

- Titolo originale: Twister, Part 1
- Diretto da: Bob Koherr
- Scritto da: Adam Lapidus

### Trama
Bailey vuole tornare a Kettlecorn per festeggiare il 90º compleanno di nonna Pickett, ma i suoi genitori non le possono pagare il viaggio. London, stanca della sveglia - pollo che Bailey fa suonare ogni mattina, l'accompagna in dirigibile, ma giocando a freccette sgonfia la camera d'aria e si trovano costretti a proseguire in auto. Dopo ore e ore di viaggio, il carburante finisce e Bailey va a cercarne dell'altro. Ritorna travestita dal fantomatico Folletto del Mais, spaventando London, per vendicarsi di lei quando scopre che aveva intenzione di lasciarla lì. Ma, dopo essersi rimesse in cammino, il vero Folletto assalta l'auto e Bailey chiede aiuto a Cody via telefono. Intanto, sulla nave, Zack, Cody e Woody si battono contro il fratello di Moseby e due suoi amici, altissimi giocatori professionisti di basket (rispettivamente Dwight Howard, Kevin Love e Deron Williams) che il sig. Moseby, nonostante la sua statura, comanda a bacchetta per far perdere l'altra squadra. Infatti, in caso di vittoria da parte di Zack, Cody e Woody, lui avrebbe dovuto dare la possibilità a Zack e Maya (che sarebbe tornata una settimana dopo) di cenare gratis nel ristorante della nave, ma in caso di sconfitta, avrebbero dovuto pulire il Fiesta Deck con i loro spazzolini. La squadra di Moseby in un primo momento è in testa ma questa, stanca dall'atteggiamento tirannico dell'allenatore, fa vincere i ragazzi. Moseby, comunque, si vendica, dando un buono valido per quella sera stessa e Zack è costretto a portarci Woody.
- Guest star: Matthew Timmons (Woody Fink), Dwight Howard (sé stesso come fratello di Moseby), Kevin Love e Deron Williams (sé stessi come amici di Dwight)

## Accadde a Kettlecorn
- Titolo originale: Twister, Part 2
- Diretto da: Bob Koherr
- Scritto da: Jeff Hodsen, Tim Pollock

### Trama
Cody arriva a Kettlecorn e lì conosce i coniugi Pickett. Il padre lo odia per aver spezzato il cuore alla figlia ma la madre si dimostra gentile. Intanto London e Bailey scoprono che il Folletto era solo uno spaventapasseri portato dal vento e si mettono in cammino. Sopraggiunge anche Moose, preferito dal signor Pickett. Quando la sera Cody prova a dire a Bailey che prova ancora qualcosa per lei, il vento si alza e la signora Pickett avvista un tornado. Così si rifugiano in cantina e, dopo un sogno causato dalla botta che lei ha preso mentre Moose e Cody se la contendevano, Bailey capisce di amare Cody, e i due ritornano insieme. Passato il tornado, escono all'aria aperta e si accorgono che London non è scesa con loro nel rifugio. Mentre tutto ciò si svolge a Kettlecorn, sulla nave Zack e Woody si fingono dei manager e affittano suite già occupate per una riunione di famiglia degli Everhart. Quando Moseby se ne accorge dapprima si infuria ma, venendo a conoscenza della ricchezza della famiglia e dell'intenzione di ritornare l'anno seguente con altri parenti, ci ripensa e si dimostra felice.
- Guest star: Hutch Dano (Moose), Matthew Timmons (Woody Fink), Mark Teich (sig. Everhart), Ginette Rhodes (Eunice Pickett), Linda Porter (Grammy Pickett), Joe Dietl (Clyde)
- La sequenza di sogno dell'episodio è una parodia del film Il mago di Oz.

## Accadde a Kettlecorn
- Titolo originale: Twister, part 3
- Diretto da: Bob Koherr
- Scritto da: Dan Signer

### Trama
A Kettlecorn si scopre che London si era nascosta in uno pneumatico. Sulla nave, il TG dà la notizia del passaggio del tornado in Kansas e Zack e Woody decidono di andare da Cody e Bailey, accompagnati dal signor Moseby. Ma, poiché le strade sono chiuse, i tre si travestono e vanno con i militari inviati dal governo. Quando questi scoprono l'inganno, Moseby, Zack e Woody sono costretti a farsi la strada a piedi. Arrivati lì, scoprono che c'è anche il signor Tipton, chiamato da Cody per far salvare la fattoria. Ma l'uomo ha altri piani in serbo: trasformare la fattoria in una fabbrica di sacchetti di plastica. Per fortuna, London riesce a far cambiare idea al padre, minacciando di svelare il giro di mazzette e la missione segreta sulla Luna. La fattoria è "salva", ma Bailey comunque non può tornare sulla nave con Cody, poiché i soldi servono per le riparazioni e non ce ne sono per pagare la scuola. Allora, nonna Pickett tira fuori i suoi sostanziosi risparmi e anche una collanina che Zack potrà donare a Maya. Cody viene finalmente accettato dal papà di Bailey e i due innamorati si danno un bacio.
- Guest star: John Michael Higgins (signor Tipton), Matthew Timmons (Woody Fink), Ginette Rhodes (Eunice Pickett), Linda Porter (Grammy Pickett), Joe Dietl (Clyde Pickett), Michael Ralph (sergente Pepper)

## Serpenti a bordo
- Titolo originale: Snakes on a Boat
- Diretto da: Phill Lewis
- Scritto da: Adam Lapidus, Dan Signer

### Trama
Dopo una serie di giochi di coppia, Cody si rende conto di non essere capace di far ridere Bailey, così cerca in tutti i modi di riuscirci. Inoltre Maya scopre che Zack ha alle spalle molte più ragazze di quanto pensasse. Dopo che Woody è sceso nella stiva, cosa voluta da London, apre una cassa contenente dei serpenti e i due cercano di intrappolarli, non riuscendoci. Alla fine è il signor Moseby a catturarli con uno strabiliante spettacolo e un serpente che avvolge Cody fa finalmente ridere Bailey.
- Guest star: Matthew Timmons (Woody Fink), Zoey Deutch (Maya)

## Chi la fa, l'aspetti
- Titolo originale: Prom Night
- Diretto da: Eric Dean Seaton
- Scritto da: Jeff Hodsden, Tim Pollock

### Trama
Dopo che gli studenti hanno fatto a Mr. Moseby uno scherzo, lui come punizione decide di annullare il ballo di fine anno. Così, Zack decide di fare comunque il ballo scolastico, ma in segreto. Nel frattempo Bailey cerca di ottenere tutti i voti dei compagni per lei al fine di diventare reginetta del ballo, mentre Cody aiuta Woody a invitare Addison al ballo. Alla fine i ragazzi, dopo che il Sig. Moseby ha scoperto il ballo di fine anno segreto, decidono di assegnare il ruolo del re e della regina a Mr. Moseby e Miss Tutweiller per ottenere il permesso di continuare la festa.
- Guest star: Matthew Timmons (Woody Fink), Erin Cardillo (Emma Tutweiller), Zoey Deutch (Maya), Rachael Kathryn Bell (Addison)

## Diplomati sul ponte di comando
- Titolo originale: Graduation on Deck
- Scritto da: Pamela Eells O'Connell
- Diretto da: Eric Dean Seaton

### Trama
Il signor Moseby annuncia a tutto il personale e agli studenti che il signor Tipton sta vendendo la nave, e che entro una settimana essa dovrà essere smantellata. Si tratta quindi dell'ultima possibilità per i maturandi di conseguire il diploma, fra cui London, la quale viene ripetutamente aiutata dalla signorina Tutweiller per ottenere la sufficienza in Spagnolo. 
Nel frattempo, Maya scopre di essere stata accettata per il Corpo di Pace in Ciad, ma tale notizia provoca un improvviso turbamento in Zack, che inizia a valutare la possibilità di rompere con la ragazza. Dopo la cena, e più precisamente durante un'accesa discussione sull'argomento, Maya decide di interrompere la sua storia d'amore con Zack poiché si dichiara impossibilitata di sostenere una relazione a distanza. Incredulo e sconvolto, Zack si chiude nella sua stanza, rifiutandosi di prendere parte alla cerimonia di consegna dei diplomi. Contemporaneamente, Cody riceve una lettera recapitatagli dall'Università di Yale, scoprendo tuttavia di essere stato rifiutato. Anch'egli quindi, proprio come il fratello, decide di non partecipare alla cerimonia. Anche Bailey intanto riceve la lettera da Yale, scoprendo di essere stata accettata. Carey e Kurt, i genitori dei gemelli, salpano sulla nave e apprendendo da Bailey e Maya quanto successo, tentano di consolarli.
Finalmente convintisi, i due fratelli arrivano alla premiazione appena in tempo. Tuttavia, durante il loro discorso di commiato, Bailey esprime a Cody la propria disapprovazione nell'andare a Yale senza di lui. La cerimonia rischia però di essere interrotta dallo smantellamento della nave, ma finalmente il signor Moseby riesce ad affrontare il signor Tipton, informandolo inoltre del diploma conseguito della figlia, che si dimostra non così immatura come si credeva all'inizio della serie: così la cerimonia può procedere. 
Una volta ricevuti i diplomi, Woody e Allison si uniscono al resto del gruppo con in mano un annuario, con all'interno tutti i bei ricordi condivisi con i loro amici e passando i loro ultimi momenti insieme; alla fine, Bailey decide di andare a Yale insieme a Cody, che dovrà dire "quattro parole al tizio delle ammissioni". Durante il momento degli addii, London ammette che le mancheranno tutti, ma soprattutto il signor Moseby (infatti la ragazza, sia in Zack e Cody al Grand Hotel che in questa serie, non ha mai avuto un rapporto stretto con il padre, sempre fuori per lavoro, e durante la sua crescita è sempre stata aiutata e guidata proprio da Moseby, visto da London come la sua vera figura paterna).
Il signor Moseby, intanto, annuncia all'intera nave di essere pronto per una nuova fase della sua vita, facendo la sua proposta di matrimonio alla signorina Tutweiller proprio sullo Sky Deck davanti a tutti i neo-diplomati. Poi, dice ai ragazzi che, nonostante i tanti guai da loro combinati, gli mancheranno e che occuperanno sempre un posto importante nel suo cuore, per poi uscire dalla nave per l'ultima volta.
I gemelli quindi, preparano le valigie ed abbandonano la nave, chiedendosi l'un l'altro dove sarebbero andati a vivere dopo i bei momenti al Tipton Hotel e e la splendida avventura sulla nave.
- Guest star: Kim Rhodes (Carey Martin), Matthew Timmons (Woody Fink), Erin Cardillo (Emma Tutweiller), Zoey Deutch (Maya), Rachael Kathryn Bell (Addison), Robert Torti (Kurt Martin), Brian Stepanek (Arwin Hawkauser), Lisa K. Wyatt (Frankie)

- Nota: questo episodio è ambientato dopo gli eventi del film Zack & Cody - Il film